# Schwarze Wölfe
Die Schwarzen Wölfe waren eine militante deutsch-nationalistische Organisation elsässischer Separatisten. Mitglieder der Schwarzen Wölfe verübten in den 1970er und Anfang der 1980er Jahre im Elsass eine Reihe von Brand- und Sprengstoffanschlägen gegen Symbole der französischen Staatlichkeit sowie zahlreiche Propagandadelikte (Schmierereien). 
Am meisten Aufsehen erregte im Elsass der Anschlag auf das Turenne-Denkmal in Turckheim (Türkheim) 1980 und die beiden Sprengungen des Staufen-Kreuzes bei Thann im Jahr 1981. In deutschen Medien blieben diese Ereignisse weitgehend unerwähnt. Der legale Ableger der Schwarzen Wölfe, der Rat der Frankreich-Deutschen, gibt die Publikation Elsaß den Elsässern – Kampfblatt für Muttersprache und Heimatrecht heraus. Ab Mitte der 1990er Jahre machten die Schwarzen Wölfe wieder verstärkt durch Graffiti auf sich aufmerksam.

## Anschlag bei Türkheim
Der erste Sprengstoffanschlag der Gruppe traf am 9. Dezember 1980 das Denkmal des französischen Marschalls Turenne im oberelsässischen Turckheim. Das Monument verherrlicht den Sieg Turennes in der Schlacht bei Türkheim über die kaiserlichen Truppen am 5. Januar 1675. Die Separatisten behaupten, dass diesem Sieg ein abscheuliches Massaker gefolgt sei, was von keinem ernsthaften Historiker bestätigt wird.

## Erster Anschlag bei Thann
Bekanntester Anschlag war am 16. März 1981 die Sprengung eines Denkmals für die französische Rückeroberung des Elsasses im Jahre 1945 auf dem Gipfel des Staufen in den Vogesen bei Thann. In ihrem Bekennerschreiben erklärten die Täter in deutscher Sprache, das Monument aus Beton sei im Jahre 1949 „von den Kolonisten und ihren Kollaborateuren errichtet worden, um für alle Zeiten den Hass gegen die deutsche Nation wachzuhalten“. Das Bekennerschreiben der Terroristen gipfelte in dem Verlangen: „Wir fordern Deutschunterricht in allen Schulklassen ohne Ausnahme. Unsere Heimat und unsere Sprache gehören uns Elsässern und nur uns.“ Das Schreiben ist gezeichnet mit „Elsässische Kampfgruppe – die Schwarzen Wölfe“.
Der Anschlag und das Schreiben bezogen sich auf die Inschrift auf dem Denkmal: „Face à l’envahisseur, notre fidélité a bravé la force, trois siècles en témoignent 1648–1948“ (Angesichts des Eroberers hat unsere Treue die Gewalt überwunden, drei Jahrhunderte zeugen davon 1648–1948).

## Zweiter Anschlag bei Thann
Das Denkmal wurde rasch und originalgetreu wiederhergestellt, aber bereits am 20. September 1981 erneut gesprengt, wobei die Attentäter neben einem weiteren Bekennerschreiben Spuren hinterließen. Das zweite Bekennerschreiben lautete: 

„Staufen Kreuz von Thann: Kein Monument den angeblichen ‚BEFREIER‘ solange die Politiker nicht von uns gestellten Bedingungen befolgen.
1681–1981:
300 Jahre französischen Kolonialismus im Elsass, sind 300 Jahre zu viel!

Die Eroberung von Elsass-Lothringen war damals keine BEFREIUNG sondern völkerrechtwidriger RAUB.

Wir fordern Deutschunterricht in allen Schulen von Elsass-Lothringen.

Wir lassen unsere Muttersproch und Kultur nicht unterdrücken.

Wir wollen sein ein freies Volk, in eigenem Land!

EKSW“

## Verhaftung und Prozess
Keine vier Wochen später, am 14. Oktober 1981, wurden die Täter verhaftet: Drei nicht vorbestrafte, sozial integrierte elsässische Handwerker und Kleinunternehmer in ihren Fünfzigern. Kopf der Gruppe war Pierre Rieffel (1928–2022) aus Val de Villé, ein Likörhersteller mit rund 20 Mitarbeitern. Die beiden anderen Täter hießen Ewald Jaschek und René Woerly. Die Vorbereitung der Taten erwies sich als vergleichsweise dilettantisch. Beispielsweise sprachen die Täter sich am Telefon ab, obwohl sie sich bereits zuvor in der autonomistischen Bewegung des Elsass engagiert hatten und deswegen abgehört wurden. Dies führte dann auch zu ihrer Ergreifung.
Ihnen wurde 1982 in Mülhausen der Prozess gemacht. Dabei stellte sich heraus, dass Rieffels Vater nach Ende des Zweiten Weltkrieges unter dem Vorwurf der Kollaboration mit den Nazis im ehemaligen KZ Natzweiler-Struthof interniert wurde. Nach Darstellung von Rieffel habe sein Vater jedoch nur als Bürgermeister einer kleinen Gemeinde fungiert, ohne weitere Verwicklung in Nazi-Unrecht. Im nach Kriegsende weiter genutzten Lager Struthof sei sein Vater fast verhungert. Er selbst habe als damals 15-Jähriger versucht, ihm Lebensmittel über den Zaun zu werfen, und sei dabei von französischen Wachen erwischt worden. Diese hätten ihn brutal zusammengeschlagen und vermeintlich tot liegen lassen. Seine Rettung verdanke er amerikanischen Soldaten. 
Ein gewisses Aufsehen erregte in dem Prozess, dass der im Elsass bekannte Priester und Publizist Pierri Zind (1923–1988) zugunsten der Angeklagten aussagte. Am Ende wurden die Täter zu 18 Monaten Freiheitsstrafe ohne Bewährung verurteilt, allerdings bei Verlust des gesamten Vermögens. Rieffel gelang nach seiner Entlassung die Rückkehr in seinen Beruf, noch 2008 betrieb er in seinem Heimatort wieder eine Likörherstellung („Les délices du Val de Villé“).

## Stellungnahme der Bundesregierung
Die deutsche Bundesregierung beantwortete im Januar 1995 eine kleine Anfrage nach ihren Erkenntnissen über die Schwarzen Wölfe folgendermaßen: 

„Es handelt sich um eine im Elsaß beheimatete französische Organisation, die dort bereits Mitte der 70er Jahre zahlreiche Sprengstoffanschläge verübt hatte. Sie verfügte über Verbindungen auch zu Rechtsextremisten in der Bundesrepublik Deutschland. 1984 gründeten Mitglieder dieser elsässischen Separatistenbewegung eine neue Organisation mit der Bezeichnung »Rat der Frankreich-Deutschen« oder auch »Freundeskreis Karl Roos«. Seit dieser Zeit gibt der »Freundeskreis Karl Roos« für Elsaß-Lothringen die Publikation »Elsaß den Elsässern – Kampfblatt für Muttersprache und Heimatrecht« heraus.“

Das Nachrichtenmagazin Der Spiegel vermutete in seiner Ausgabe Nr. 45/1994, dass der Düsseldorfer Multimillionär Hermann Niermann (1905–1985) die Verteidigung der Angehörigen der Schwarzen Wölfe vor Gericht unterstützt habe. Er hatte über die nach ihm benannte Hermann-Niermann-Stiftung auch die autonomistische Partei Elsässisch-Lothringischer Volksbund gefördert.

## Friedhofsschändung

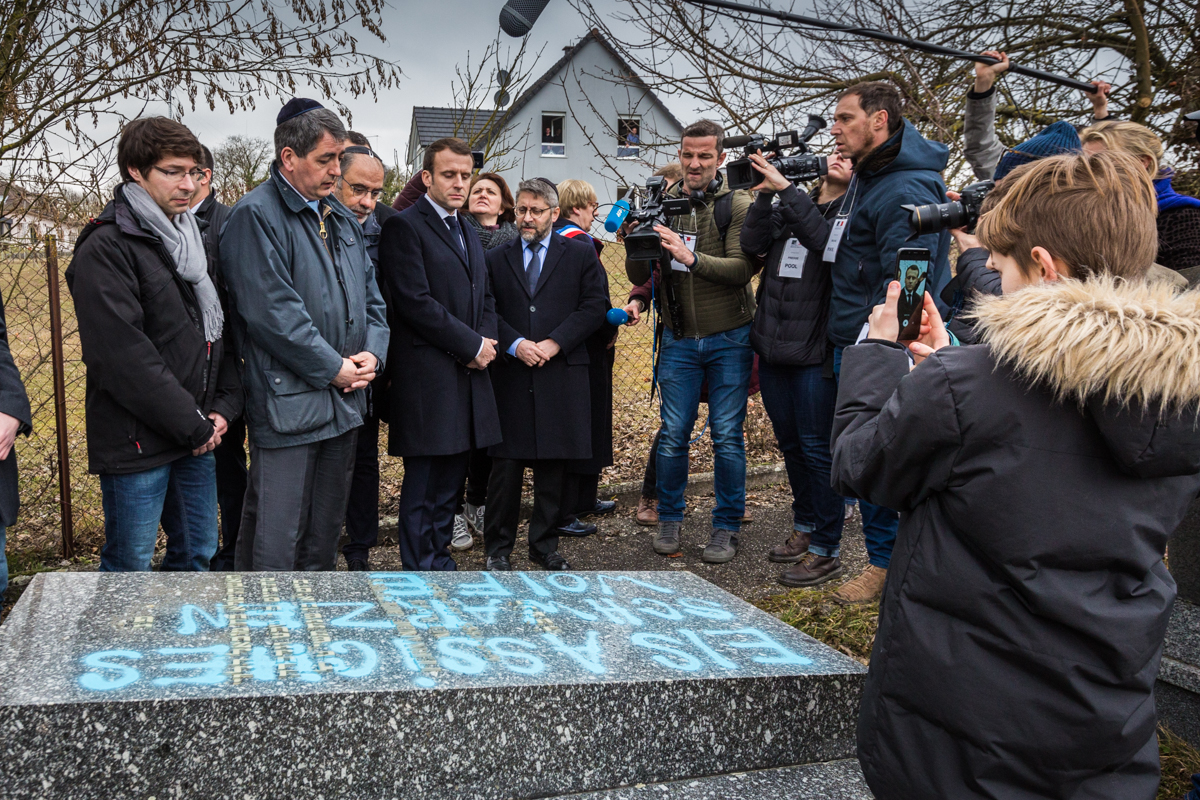
Staatspräsident Emmanuel Macron am geschändeten jüdischen Friedhof in Quatzenheim, 19. Februar 2019.

In der Nacht vom 18. auf den 19. Februar 2019 wurden 96 Gräber am  jüdischen Friedhof in Quatzenheim entweiht.
Die Gräber waren mit blauen oder gelben Hakenkreuzen markiert. Eine Gruft trägt die Inschrift „ElSASSiCHES SCHWARZEN WOlFE“. Noch am selben Tag besuchte Staatspräsident Emmanuel Macron in Begleitung des Oberrabbiners von Frankreich Haïm Korsia und des Innenministers Christophe Castaner den Ort der Friedhofsschändung. Die überlebenden Mitglieder der Organisation wiesen jegliche Beteiligung an der Aktion von sich und distanzierten sich vom Antisemitismus.